# Februari 2012
Dit artikel geeft een chronologisch overzicht van belangrijke gebeurtenissen per dag in de maand februari van het jaar 2012.

## Gebeurtenissen

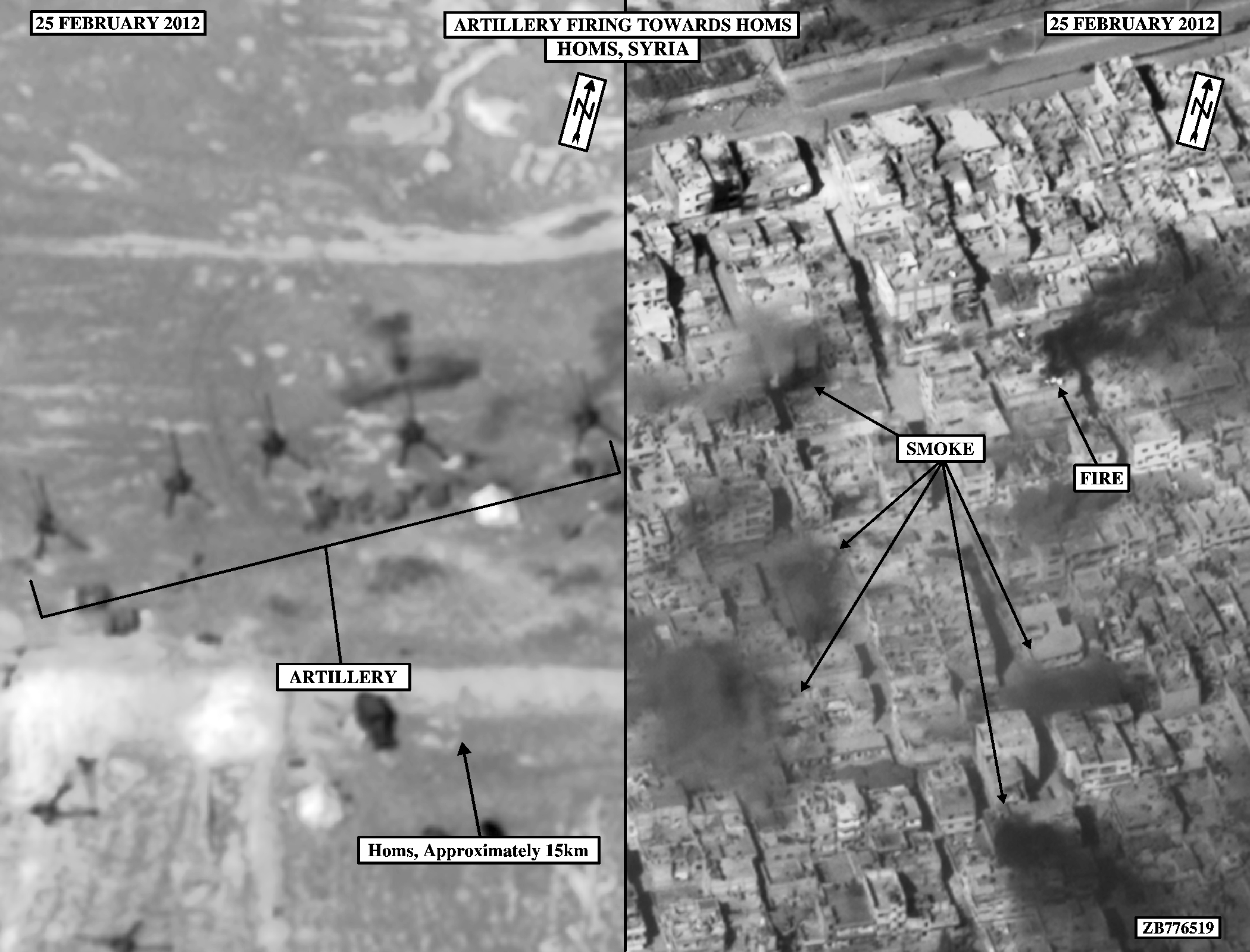
Artilleriebeschietingen op Homs

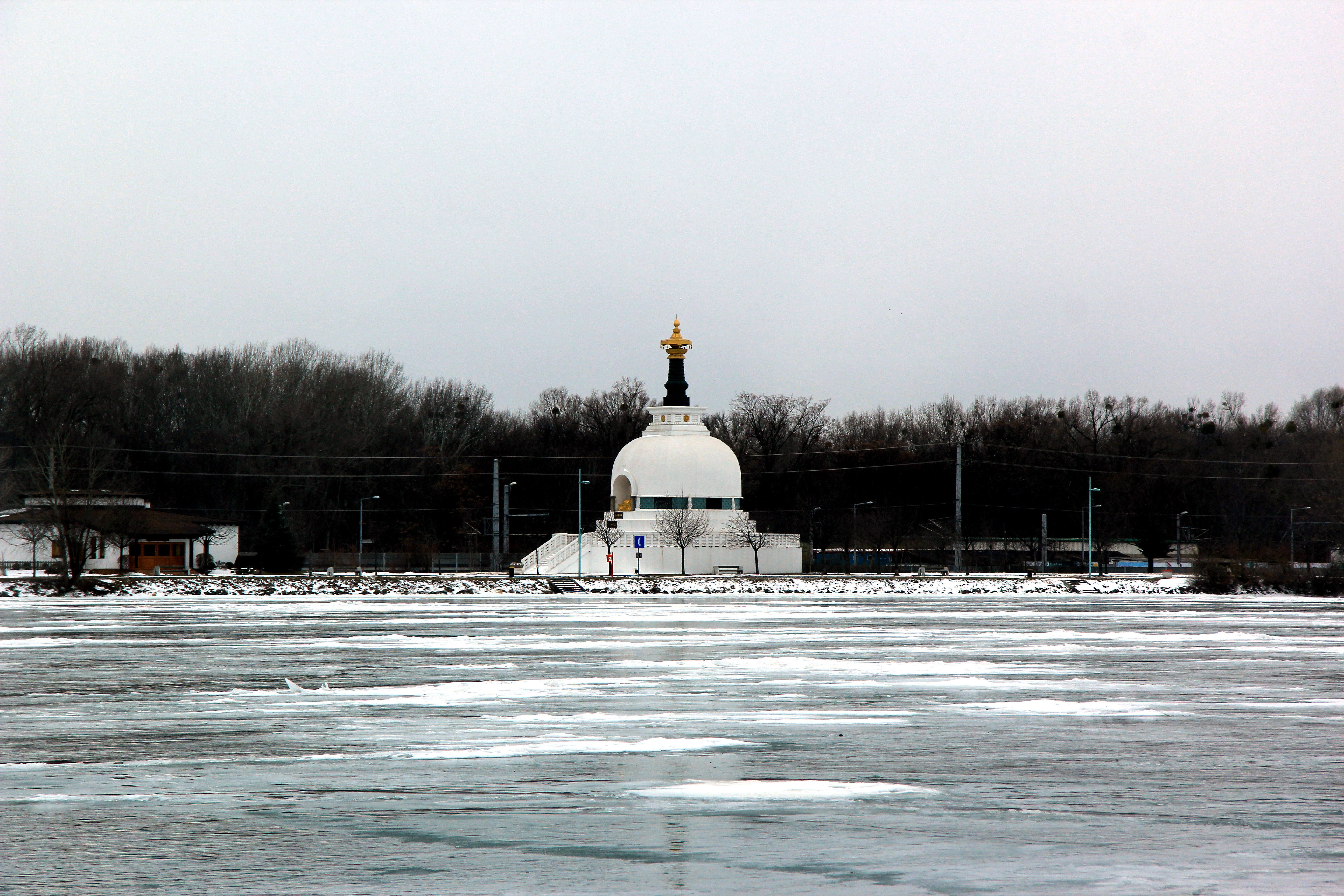
Opvriezende Donau in Wenen

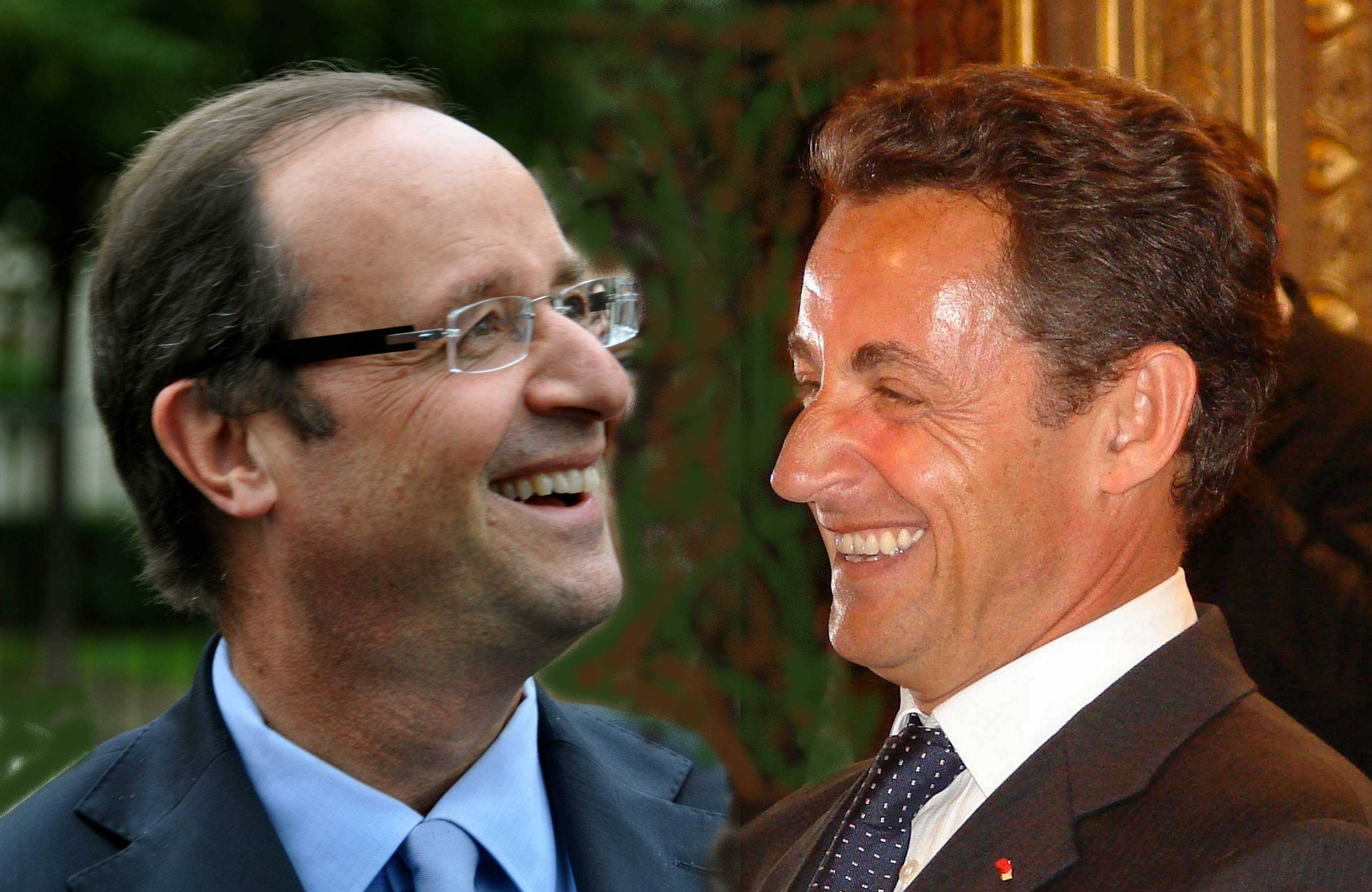
François Hollande en Nicolas Sarkozy

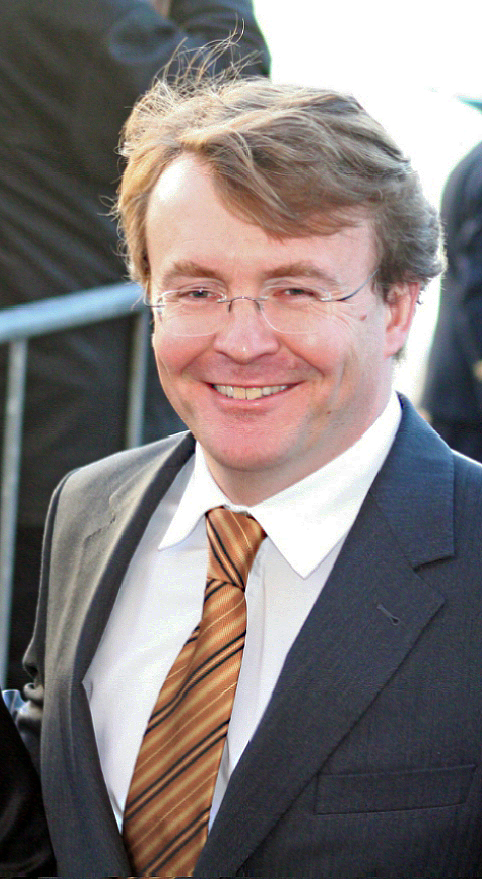
Prins Friso

### 1 februari
- Bij rellen in Port Said na afloop van de wedstrijd tussen de Egyptische voetbalclubs Al-Masry en Al-Ahly vallen 74 doden.
- De Nederlandse banken schakelen voor overschrijvingen volledig over op SEPA.

### 3 februari
- Zowel in België als in Nederland ontstaan monsterfiles ten gevolge van sneeuwval. In België wordt het record van 984 kilometer verbroken, er staat 1275 kilometer file. Het IJsselmeer is dichtgevroren.

### 4 februari
- Bij een nachtelijke aanval van Syrische militairen op stellingen van gedeserteerde militairen in Homs komen zeker 200 mensen om het leven, het hoogste aantal slachtoffers op één dag sinds het begin van de Syrische Burgeroorlog.
- In de Nederlandse provincie Flevoland wordt een temperatuur van 22,9 graden Celsius onder nul gemeten, de laagste temperatuur in Nederland in 27 jaar.

### 5 februari
- In Finland wordt Sauli Niinistö verkozen tot president. In de tweede verkiezingsronde verslaat hij Pekka Haavisto. Niinistö zal op 1 maart de eed afleggen als twaalfde president van Finland.

### 6 februari
- Bij een aardbeving in de Filipijnen met een kracht van 6,9 op de schaal van Richter komen minstens 53 mensen om. Het epicentrum van de beving lag in de straat Tañon tussen de eilanden Negros en Cebu.
- Diamanten jubileum van de Britse koningin Elizabeth II. Ze is zestig jaar staatshoofd.

### 10 februari
- Nadat hackers de vermeende gegevens online zetten van honderden klanten van KPN, worden de mailboxen van zeker twee miljoen klanten van KPN gedurende een etmaal geblokkeerd.
- Als gevolg van de extreme winterkoude vallen in Centraal- en Oost-Europa inmiddels al meer dan 600 doden.

### 11 februari
- Meer dan een miljoen mensen staan naar schatting in Nederland op de schaats. Met een periode van dooi in het vooruitzicht worden de uitgeschreven toertochten druk bezocht.
- Whitney Houston wordt op 48-jarige leeftijd dood aangetroffen in het bad in haar hotelkamer in het Beverly Hilton Hotel in Beverly Hills aan een hartaanval door een medisch probleem en het gebruik van drugs.

### 14 februari
- Bij een brand in een gevangenis in Honduras komen minstens 355 mensen om het leven.

### 15 februari
- De president van Frankrijk, Nicolas Sarkozy, stelt zich opnieuw kandidaat voor het presidentschap. Zijn grootste concurrent is François Hollande.

### 17 februari
- De Nederlandse prins Friso raakt bedolven onder een lawine tijdens het buiten de piste skiën in de Oostenrijkse wintersportplaats Lech.
- De Duitse bondspresident Christian Wulff treedt af na beticht te zijn van corruptie.

### 18 februari
- Tijdens een Openbaar Consistorie worden de Nederlander Wim Eijk en de Belg Julien Ries kardinaal gecreëerd.
- In de Brabanthallen te 's-Hertogenbosch wordt het Nederlandse record langste polonaise verbroken. Dat stond eerst op 1100 en is nu verbroken met 1723 deelnemers.

### 20 februari
- De Nederlandse PvdA-politicus Job Cohen, politiek leider van de partij en fractievoorzitter in de Tweede Kamer, kondigt aan af te treden als partijleider en Kamerlid.

### 22 februari
- Bij een treinramp in Buenos Aires op het station Estación Once de Septiembre in Argentinië vallen minstens 50 doden en 600 gewonden.
- Het in 2006 opgerichte sociale netwerk Twitter heeft sinds vandaag een half miljard accounts.

### 24 februari
- Prins Friso heeft ernstige hersenschade, aldus een persverklaring van de behandelend arts te Innsbruck. (Lees meer)

### 26 februari
- De Franse film The Artist wint vijf Oscars tijdens de 84ste Oscaruitreiking.

### 27 februari
- In de Zuid-Russische stad Astrachan stort een appartementencomplex deels in, vermoedelijk als gevolg van een gasexplosie. Hierbij vallen zeker elf doden.

### 29 februari
- Voor het eerst in de geschiedenis komt een vrouw aan het hoofd van de federale politie van België. Catherine De Bolle legt de eed af.

## Overleden
<< · januari · februari · maart · april · mei · juni · juli · augustus · september · oktober · november · december · >>